# Joe Litchfield
Joe Richard Litchfield (Chesterfield, 8 de julio de 1998) es un deportista británico que compite en natación, especialista en el estilo libre. Su hermano Max compite en el mismo deporte.
Ganó una medalla de bronce en el Campeonato Mundial de Natación de 2022, en la prueba de 4 × 200 m libre.

## Palmarés internacional
| Campeonato Mundial | Campeonato Mundial | Campeonato Mundial | Campeonato Mundial |
| Año                | Lugar              | Medalla            | Prueba             |
| ------------------ | ------------------ | ------------------ | ------------------ |
| 2022               | Budapest (Hungría) | Medalla de bronce  | 4 × 200 m libre    |